# 棘の中にある奇跡 〜笠間の栗の木下家〜
『棘の中にある奇跡 〜笠間の栗の木下家〜』（とげのなかにあるきせき かさまのくりのきのしたけ）は、2018年に公開された日本映画。監督は植田尚。主演は西尾舞生。茨城県笠間市の栗農園を舞台とした物語である。

## ストーリー
渋谷有香は、売れない女優を続けている。数年前から、秋になると有香はケーブルテレビのレポーターとして取材をした笠間市で栗の収穫の手伝いをするアルバイトをしている。有香が行く栗農家の木下家には、有香が「ばあちゃん」と慕う初恵がいる。初恵は春に夫を亡くしてひとりで暮らしていた。有香と初恵が栗農園に行くと、腹から血を流し、木の下でうずくまる男がいた。初恵もこれが誰か知らないという。見るからに危険なその男を有香は追い払おうとするが、初恵は男を自宅に招き入れて手当てをする。木下家を訪れる駐在の森や農家の青年の文也たちが男に何者かと問い詰めても、男は自分のことを何一つ話さない。初恵は「話したくないことは無理に話さなくてもいい」と男の態度を受け入れて、木下家で3人の暮らしがはじまる。男も一緒に栗の収穫を手伝うことになるが、変わらず自分のことを何も話さない。だが、少しずつ態度はやわらかくなる。
初恵はときどき有香のことを「みちこ」と呼ぶ。みちこは20年前に交通事故で死んだ初恵の娘である。それ以外にも有香は初恵の言動に異変を感じていて、認知症になったのでは、と悟った。男は有香の態度からそれを感じていたという。森や文也たちにそのことを話すと、ひとりで抱え込まなくていいと諭される。有香は実家の母親から、女優なんてもう諦めなさいといつも言われている。同じ事務所の女優の代理でドラマに出演することになったが、その現場でも散々であった。自分もいずれ親の介護をするときが来る、それなのに今のままでいいのか迷う、と有香は男に話す。男は有香に本当は女優を続けたいんだろう、と言う。そして自分の名前が「大樹」だと教える。
大樹は自分が初恵の孫であることを有香に打ち明ける。両親をなくした6歳の大樹を初恵夫婦が引き取って育てていたが、大樹は15歳のときに家出して、東京でやくざ者になっていた。祖父が死んだことを知って命からがら笠間に帰ってきたが、再会したときに初恵が自分を憶えていなかった悲しみから、自分のことを何も言えずにいたのだった。初恵はいつも優しくて、笑っていて、心を救われてきたのに、ばあちゃんの中に俺はもういないんだ、と涙ながらに話す。森は初恵から孫がいると聞いたことがないといい、東京で生まれた大樹が東京に帰ったのは当たり前のことだと思おうとしたではないか、と話す。自分には故郷なんてどこにもないと嘆く大樹に、文也は「お前は笠間から出て行ったんだから、お前の故郷は笠間でいいんだ」と訴える。
初恵の頭の中はどんどんとみちこが生きていた頃になっていく。自分をみちこと思って接してくる初恵に、有香はみちこになったつもりで話を合わせながら、みちこがもう死んでいることを伝える。栗の木の下にいる大樹のところに初恵がやって来る。大樹は初恵に、ばあちゃんにずっと救われてきた、会えてよかった、と言う。初恵はその木が、悲しみに暮れる大樹と一緒に植えたものだったと思い出す。そして目の前にいるのが大樹だとわかり、ふたりはようやく再会を喜びあえた。それを見届けた有香は笠間から実家に戻り、母親と妹にまだ女優として頑張ると伝えて、すぐに次のオーディションに向かうべく家をあとにする。

## キャスト
- 渋谷有香: 西尾舞生
- 三島大樹: 勇翔 (BOYS AND MEN)
- 木下初恵: 倉野章子
- 原口文也: 土田拓海 (BOYS AND MEN)
- 森和男: 池田拓矢
- 三島道子: 広瀬絵理- 大樹の母親
- 渋谷麻衣: 竹内玲音 - 有香の妹。
- 藤岡直樹: 渡辺裕之 - 有香が所属する芸能事務所の社長。
- 渋谷真弓: 西村知美 - 有香の母親。
- 古屋隆: 渡辺徹 - 笠間稲荷神社の神主。

## スタッフ
- 監督: 植田尚
- 脚本: 森田剛行
- 音楽: 太田勝一郎
- 音楽: Yutaka Sao　挿入歌「手紙」「会いたい人」
- 主題歌: 池田節子「奇跡の足音」
- プロデューサー: 藤井学、三石勇人
- エグゼクティブプロデューサー: 西尾友子
- 企画・制作・配給: ユウプロモーション
- 共同配給: ベストブレーン
- 協力: メディアミックス・ジャパン、アプローズプロ

## 製作
監督の植田尚はかつて茨城県の米農家を題材とした映画『ViVA!Kappe』（2010年）を製作した。植田がもう一度農業を題材にした作品を作りたいと思っていたところ、水戸市出身のプロデューサーから笠間の話を聞くことがあり、「笠間の栗」を題材とした人間ドラマを作ろうと考えた。撮影は2017年の9月に10日間おこなわれて、ほぼ全編が笠間市内で撮影された。
主演は『ViVA!Kappe』で主演をつとめた、2017年に解散したアイドルユニット・スルースキルズのメンバーであった西尾舞生。本作は西尾の所属事務所でもあるユウプロモーションの企画・制作・配給による。主なキャストとして倉野章子や茨城県出身の渡辺裕之と渡辺徹、植田が監督をつとめた映画『BOYS AND MEN 〜One For All, All For One〜』（2016年）に出演したBOYS AND MENの勇翔と土田拓海、などが出演した。

## 封切り
2018年2月25日に笠間市、笠間公民館大ホールで先行上映会が催されて、植田尚、西尾舞生らが舞台挨拶をおこなった。3月2日に愛知県内の映画館で一般上映がはじまり、東京都、大阪府、広島県などで上映された。後述する国際映画祭への参加により、アメリカ・ラスベガスでも数日間上映された。

### DVDリリース、ネット配信
DVDは2019年2月2日にオデッサ・エンタテインメントからリリースされた。2020年2月にU-NEXTとParaviでネット配信がはじまった。

## 受賞
2018年にラスベガスで開催された国際映画祭・ハリウッド・ドリームズ国際映画祭（Hollywood Dreamz International Film Festival）において「ベスト外国作品賞」と「ベスト音楽賞」を受賞、アクションオンフィルムフェスティバル（Action On Film International Film Festival〈英語版〉）において「ベストキャスト賞」と「ベスト作品賞」を受賞した。監督の植田尚、出演者の西尾舞生、勇翔、土田拓海らがこれらに参加した。2019年に開催されたジャパン・フィルムフェスティバル・ロサンゼルスにおいて、出演者の倉野章子が「ベスト・パフォーマンス賞」を受賞した。